# Bear Creek (álbum)
Bear Creek é o quarto álbum de estúdio da cantora e compositora americana Brandi Carlile. O álbum foi lançado em 5 de junho de 2012, com o selo da Columbia Records. O álbum foi produzido pela vencedora do Grammy Award, Trina Shoemaker. O título do álbum se refere ao Bear Creek Studios, no qual a maioria do álbum foram gravados, incluindo este.

## Faixas
| N.º | Título                          | Compositor(es) | Produtor(es) | Duração |  |
| 1.  | "Hard Way Home"                 |                |              |         |  |
| 2.  | "Raise Hell"                    |                |              |         |  |
| 3.  | "Save Part of Yourself"         |                |              |         |  |
| 4.  | "That Wasn't Me"                |                |              | 3:42    |  |
| 5.  | "Keep Your Heart Young"         |                |              |         |  |
| 6.  | "100"                           |                |              |         |  |
| 7.  | "A Promise to Keep"             |                |              |         |  |
| 8.  | "I'll Still Be There"           |                |              |         |  |
| 9.  | "What Did I Ever Come Here For" |                |              |         |  |
| 10. | "Heart's Content"               |                |              |         |  |
| 11. | "Rise Again"                    |                |              |         |  |
| 12. | "In the Morrow"                 |                |              |         |  |
| 13. | "Just Kids"                     |                |              |         |  |

## Créditos[1]
- Brandi Carlile – Guitarra, vocal
- Tim Hanseroth – Guitarra, vocal de apoio
- Phil Hanseroth – Baixo, vocal de apoio
- Allison Miller - Bateria, percussão
- Matt Chamberlain - Bateria (em algumas faixas)
- Josh Neumann – Violoncelo
- Dave Palmer – Teclados
- Jeb Bows - Violino, bandolim